# Vincenzo Fagiolo
Vincenzo Fagiolo (ur. 5 lutego 1918 w Segni, zm. 22 września 2000 w Rzymie) – włoski duchowny katolicki, kardynał, emerytowany arcybiskup Chieti-Vasto, przewodniczący Papieskiej Komisji ds. Interpretacji Tekstów Prawnych.
Przygotowywał się do kapłaństwa w seminarium w Rzymie, tam też przyjął sakrament święceń 6 marca 1943 roku. Kontynuował studia na uniwersytecie "La Sapienza", uzyskując stopnie naukowe w dziedzinie teologii i prawa kanonicznego. Pełnił różne funkcje w instytucjach prawnych diecezji rzymskiej i Stolicy Apostolskiej, był audytorem Trybunału Roty Rzymskiej, uczestniczył też w pracach sekretariatu Soboru Watykańskiego II. Mianowany 20 listopada 1971 roku ordynariuszem archidiecezji Chieti-Vasto, przyjął święcenia biskupie 19 grudnia tegoż roku. 8 kwietnia 1984 roku został mianowany sekretarzem Kongregacji ds. Instytutów Życia Konsekrowanego i Stowarzyszeń Życia Apostolskiego, zaś 16 grudnia 1990 roku został mianowany przewodniczącym Papieskiej Rady ds. Interpretacji Tekstów Prawnych. Na konsystorzu 26 listopada 1994 roku Jan Paweł II wyniósł go do godności kardynalskiej, przyznając mu kościół tytularny św. Teodora. 19 grudnia 1994 roku złożył rezygnację z zajmowanego urzędu. Został pochowany w katedrze w Chieti.